# 江泽林
江泽林（1959年10月—），男，汉族，安徽安庆人。江苏工学院农业机械工程系毕业，中国社会科学院研究生院经济学博士，高级工程师。1982年8月参加工作，1985年6月加入中国共产党，中共第十七、十八届中央候补委员。曾任中共陕西省委常委、陕西省人民政府常务副省长，西咸新区管委会主任、党工委书记，国务院副秘书长，吉林省政协主席。

## 早年经历
1978年，自安徽桐城县杨桥高中毕业后，江泽林考入原江苏工学院农业机械工程系农业机械专业学习。毕业后，进入农业部南京农业机械化研究所工作；历任技术员、助理工程师、工程师、项目组组长。1991年，考入中国社会科学院研究生院，攻读经济学博士学位。

## 政治生涯
1994年7月，江泽林被派赴海南省工作，历任三亚市农业局处长，副局长、局长等职务。1996年8月，升任三亚市副市长。1998年8月，任海南省水产局局长。2000年3月，任海南省海洋与渔业厅厅长。2002年2月，升任海南省人民政府副省长。2005年12月，任中共海南省委常委、三亚市委书记。 在任三亚市委书记期间，江泽林曾两次受中共中央组织部推荐赴哈佛大学进修。
2011年1月，江泽林调陕西省工作，任中共陕西省委常委、省人民政府副省长。同年6月，西咸新区开发建设管理委员会成立，江泽林兼任管委会主任、党工委书记。2012年12月，升任陕西省人民政府常务副省长，继续兼任西咸新区管委会主任、党工委书记。同年4月起，还兼任省食品安全委员会主任。
2015年4月，中华人民共和国国务院任命江泽林为国务院副秘书长，负责保障国务院副总理汪洋的日常工作，并且兼任国务院扶贫开发领导小组副组长、中央农村工作领导小组成员、国务院防汛抗旱总指挥部副总指挥。2018年1月，任吉林省政协主席、党组书记，当选第十三届全国政协委员。